# Collie (rivier)
De Collie is een rivier in de regio South West in West-Australië.

## Geschiedenis
De rivier werd door luitenant-gouverneur James Stirling vernoemd naar Dr. Alexander Collie. Dr. Alexander Collie, een chirurg van de Britse Royal Navy, verkende de regio samen met luitenant William Preston van de HMS Sulphur. Ze ontdekten de rivier in 1829.

## Geografie
Het stroomgebied van de Collie ligt in het zuidwesten van West-Australië en beslaat meer dan 3.000 km².
In 1933 werd in het stroomgebied de Wellington Dam aangelegd. Met de dam van 366 m lang en 34 m hoog is een waterreservoir gevormd van (wanneer geheel vol) 185 miljard liter water. Het is hiermee het grootste reservoir van zuidwest Australië Voor de groeiende bevolking van West-Australië wordt de dam beschouwd als een waardevolle hulpbron maar het water bevat te veel zout en bromide en daarom wordt het sinds 1999 niet meer voor drinkwater gebruikt. Daarvoor wordt water onttrokken aan het reservoir dat is ontstaan door de in 1999 in de Harris gebouwde dam (Harrisdam).
Het water van het Wellington reservoir is (beperkt) geschikt voor de irrigatie van landbouwgebied, voor industriële toepassingen en als bron voor de natuurlijke watergangen benedenstrooms van de dam. Door klimaatverandering en de hiermee gepaard gaande verminderde aanvoer van zoet regenwater is het zoutgehalte de laatste jaren verder gestegen. Het water wordt hierdoor steeds minder geschikt als irrigatiewater. Daarom heeft Collie Water een ontziltingsproject op poten gezet, deels gefinancierd door de overheid.
Zestien waterlopen monden uit in de Collie (+ hoogte bron):
- Batalling Creek – 257 m
- Collie River East –221 m
- Bingham River – 208 m
- Harris River – 201 m
- Collie River South – 184 m
- Silver Wattle Creek – 165 m
- Ironstone Gully – 165 m
- Hamilton River – 165 m
- Worsley River – 165 m
- Gervase River – 165 m
- Riches Gully – 107 m
- Stones Brook – 103 m
- Mill Brook – 99 m
- Sailors Gully – 80 m
- Henty Brook – 12 m
- Brunswick River – 5 m

- Library of Congress Control Number: sh85028428
- Nationale Bibliotheek van Israël: 987007284746005171
- Virtual International Authority File: 315526275